# Abramiwka (obwód kijowski)
Abramiwka (ukr. Абрамівка, pol. hist. Abramówka) – wieś na Ukrainie, w obwodzie kijowskim, w rejonie wyszogrodzkim, w hromadzie Dymer. W 2001 liczyła 214 mieszkańców, spośród których 211 wskazało jako ojczysty język ukraiński, 2 rosyjski, a 1 inny.